# (34223) 2000 QD87
2000 QD87 (asteroide 34223) é um asteroide da cintura principal. Possui uma excentricidade de 0.12098340 e uma inclinação de 13.81280º.
Este asteroide foi descoberto no dia 25 de agosto de 2000 por LINEAR em Socorro.